# Craspedolcus simlaensis
Craspedolcus simlaensis är en stekelart som först beskrevs av Cameron 1899.  Craspedolcus simlaensis ingår i släktet Craspedolcus och familjen bracksteklar. Inga underarter finns listade i Catalogue of Life.